# Reine des Flots
La Reine des Flots est une vaquelotte ou « canot à bourcet-malet », un bateau de pêche aux crustacés (caseyeur) de la côte du Cotentin.
Il appartient à l'association Verguillon.
Son immatriculation est CH-273743 (Cherbourg).
La Reine des Flots fait l’objet d’un classement au titre objet des monuments historiques depuis le 25 avril 2001.

## Histoire

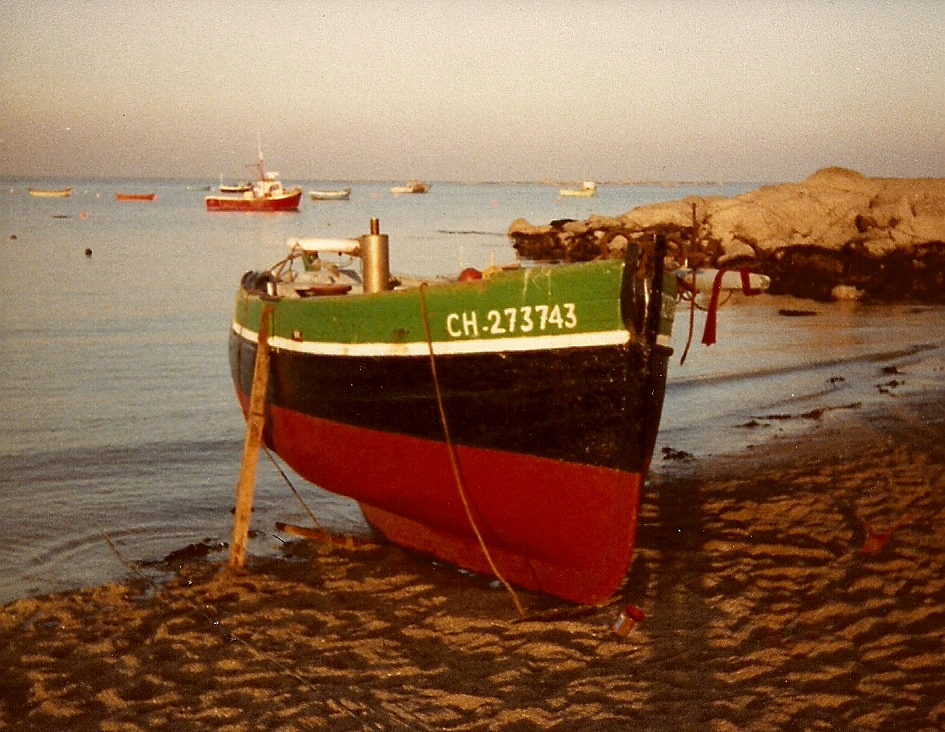
Le bateau en 1984.

Ce canot de pêche fut construit en 1927, sur un plan d'Émile Lemonnier, au chantier Lemonnier et Tournaille de Barfleur, pour Marcel Ménard patron-pêcheur de Cosqueville qui le vendit à son fils Charles Ménard en 1948. La Reine des Flots fut motorisée en 1951 (moteur Vendeuvre Diesel marin type 61, 6 ch à 1 500 tr/min), mais gardée dans son état d'origine pendant ses 60 ans de carrière. Le bateau continua sa carrière de pêche jusqu'en 1986, date à laquelle il fut mis à l'abri sous un hangar de Courseulles-sur-Mer. 
Ce bateau traditionnel du Cotentin est sans conteste un témoignage précieux du savoir-faire traditionnel.
Parmi les navires de la région préservés au titre des monuments historiques, la Reine des Flots est antérieure d'un quart de siècle à Côte d'Albâtre de Dieppe mais contemporaine de Sainte-Bernadette de Honfleur, constituant les rares témoignages des flottilles de pêche normandes. 
La Reine des Flots a été acquise en 1999 par l'association Verguillon, consacrée par ses statuts à la préservation du patrimoine maritime et fluvial de la baie de Seine et de la Basse-Normandie.
Restaurée par les chantiers Bernard de Saint-Vaast-la-Hougue grâce à la participation du ministère de la Culture (DRAC), du conseil régional de Basse-Normandie, du conseil général du Calvados, des communes de Dives-sur-Mer, Cabourg et Houlgate, du Crédit agricole du Calvados et des associations Verguillon et CAPAC, elle navigue auprès d'autres bateaux de l'association.